# Lispe brevipes
Lispe brevipes är en tvåvingeart som först beskrevs av Aldrich 1913.  Lispe brevipes ingår i släktet Lispe och familjen husflugor. Inga underarter finns listade i Catalogue of Life.